# Le Sabre du mal
Pour plus de détails, voir Fiche technique et Distribution.
Le Sabre du mal (大菩薩峠, Dai-bosatsu tōge) est un film japonais réalisé par Kihachi Okamoto, sorti en 1966 et adapté du roman de Kaizan Nakazato (ja), Le Col du Grand Bouddha. 

## Synopsis
Ryonosuke est un samouraï sans scrupules. Lors d'un combat dans une école, il tue son adversaire, et se retrouve poursuivi par le frère de celui-ci.

## Fiche technique
- Titre français: Le Sabre du mal
- Titre original : 大菩薩峠 (Dai-bosatsu tōge?)
- Titre anglais : The Sword of Doom
- Réalisation : Kihachi Okamoto
- Scénario : Shinobu Hashimoto, d'après Le Col du Grand Bouddha, roman de Kaizan Nakazato (ja)
- Production : Sanezumi Fujimoto, Kaneharu Minamizato, Masayuki Sato
- Musique : Masaru Satō
- Photographie : Hiroshi Murai
- Sociétés de production : Tōhō
- Pays d'origine :  Japon
- Langue originale : japonais
- Format : noir et blanc - 2,35:1 (Tohoscope) - son mono - 35 mm
- Genres : Jidai-geki ; film historique
- Durée : 120 minutes[1] (métrage : 8 bobines - 3 286 m[1])
- Date de sortie :
  - Japon : 25 février 1966[1]

## Distribution
- Tatsuya Nakadai : Ryunosuke Tsukue
- Yūzō Kayama : Hyoma Utsuki
- Michiyo Aratama : Ohama
- Toshirō Mifune : Toranosuke Shimada
- Yōko Naitō (ja) : Omatsu
- Kei Satō : Kamo Serizawa
- Tadao Nakamaru (ja) : Isami Kondō
- Akio Miyabe (ja) : Toshizō Hijikata
- Ichirō Nakaya : Bunnojo Utsuki
- Kō Nishimura : Shichibei
- Hideyo Amamoto : Lord Shuzen Kamio
- Kamatari Fujiwara : le grand-père d'Omatsu
- Yasuzō Ogawa (ja) : Yohachi
- Ryōsuke Kagawa (en) : Dansho Tsukue
- Atsuko Kawaguchi (ja) : Okinu
- Kunie Tanaka : Senkichi